# Buddy Tate
George Holmes 'Buddy' Tate (Sherman, 22 februari 1915 - Chandler, 10 februari 2001) was een Amerikaanse jazzmuzikant (tenorsaxofoon, klarinet) van de swing.

## Carrière
Buddy Tate begon zijn carrière na plaatselijke optredens als altsaxofonist bij Troy Floyd en Terrence Holder, werkte in 1933/1934 voor Andy Kirk en in Kansas kort bij Count Basie. In 1939 werd hij definitief lid van Count Basie's band en bleef tot 1949 in diens orkest. Basie ontfermde zich over hem na het plotselinge overlijden van Herschel Evans. Na de tijd bij Basie werkte hij bij meerdere formaties, waaronder die van Lucky Millinder, Hot Lips Page en Jimmy Rushing, totdat hij zich in 1950 in Harlem met eigen bands liet opmerken. Tijdens deze periode werkte hij ook mee aan opnamen van Coleman Hawkins, Eddie Lockjaw Davis, Buck Clayton, Vic Dickenson en Roy Eldridge. Hij bezocht Europa meermaals, in 1959 met Buck Clayton en in 1962 en 1969 met zijn eigen band, waartoe onder meer Skip Hall behoorde. Hij trad op bij het Newport Jazz Festival met zijn eigen bigband en speelde in de Savoy Ballroom en ten slotte regelmatig in de Celebrity Club (tot 1974). Tijdens de jaren 1970 leidde hij een band samen met Paul Quinichette en werkte eind jaren 1970 met Benny Goodman. Bijna jaarlijks was hij tijdens de jaren 1980 te gast in Europa op festivals, ook met Torsten Zwingenberger, waarmee hij in 1985 een album opnam en met Basie-Alumni-formaties. Tijdens deze periode speelde hij ook met Scott Hamilton (Tour de Force, Tokio 1981) en Budd Johnson (Kool Festival 1984).

## Overlijden
In 1981 werd hij ernstig ziek, moest zijn activiteiten minderen en trok zich ten slotte tijdens de jaren 1990 terug uit het jazzcircuit, maar speelde nu en dan met Lionel Hampton en andere muzikanten. In 1992 was hij betrokken bij de documentaire Texas Tenor: The Illinois Jacquet Sory. Tot kort voor zijn overlijden in 2001 woonde Tate in New York, maar verhuisde dan naar Arizona om meer aandacht te besteden aan zijn dochter. Kort daarna overleed hij op 87-jarige leeftijd.

## Discografie
- 1970: Unbroken (MPS) met George Reed
- 1972: Broadway (Black & Blue)
- 1974: Swinging Scorpio (Black Lion)
- 1975: Jive At Five (Storyville)
- 1977:  Midnight Slows met Milt Buckner
- 1981: The Ballad Artistry of Buddy Tate (Sackville)

- Biblioteca Nacional de España: XX873353
- Bibliothèque nationale de France: cb13900297w (data)
- Gemeinsame Normdatei: 13453655X
- International Standard Name Identifier: 0000 0001 1477 0231
- Library of Congress Control Number: n82066787
- MusicBrainz: df6a02b4-3b89-488e-84ec-d20b133b6ea8
- Nationale Bibliotheek van Israël: 987008914660505171
- Nederlandse Thesaurus van Auteursnamen: 074156470
- SNAC: w6hz3wkn
- Système universitaire de documentation: 160318262
- Virtual International Authority File: 87731586
- WorldCat: E39PBJycP3mrgPqRC3QGjMXGHC